# Hugh Leonard
Hugh Leonard, all'anagrafe John Joseph Byrne (Dublino, 9 novembre 1926 – Dalkey, 12 febbraio 2009) è stato un drammaturgo, sceneggiatore e saggista irlandese.

## Biografia
Hugh Leonard nacque a Dublino, figlio di Margaret Keyes e Nicholas Byrne. Fece il suo debutto come drammaturgo nel 1956 con il dramma The Big Birthday, portato all'esordio all'Abbey Theatre di Dublino. Nel corso della sua carriera, durata mezzo secolo, Leonard scrisse quasi trenta opere teatrali, una decina di atti unici, tre raccolte di saggi, tre romanzi, due autobiografie e una mezza dozzina di sceneggiature.
Il suo maggior successo fu il dramma Da, che ebbe la sua prima nel 1973 a Olney e fu poi riproposto a Broadway, dove rimase in cartellone al Morosco Theatre per oltre seicento rappresentazioni, vincendo il Drama Desk Award e il Tony Award alla migliore opera teatrale. Successivamente Leonard riadattò il dramma nel film omonimo.

## Filmografia (parziale)
- Caterina sei grande (Great Catherine), regia di Gordon Flemyng (1968)
- Il complesso del trapianto (Percy), regia di Ralph Thomas (1971)
- Da, regia di Matt Clark (1988)
- Tre vedove e un delitto (Widows' Peak), regia di John Irvin (1994)